# イヴ・サンマルタン
イヴ・サンマルタン（Yves Saint-Martin、冼馬田、1941年9月8日 - ）は、フランス、ロット＝エ＝ガロンヌ県アジャン生まれの元騎手。競馬の平地競走において15度のリーディングジョッキーに輝いた経験を持ち、フランス競馬史上でも類いまれな実績を誇る。

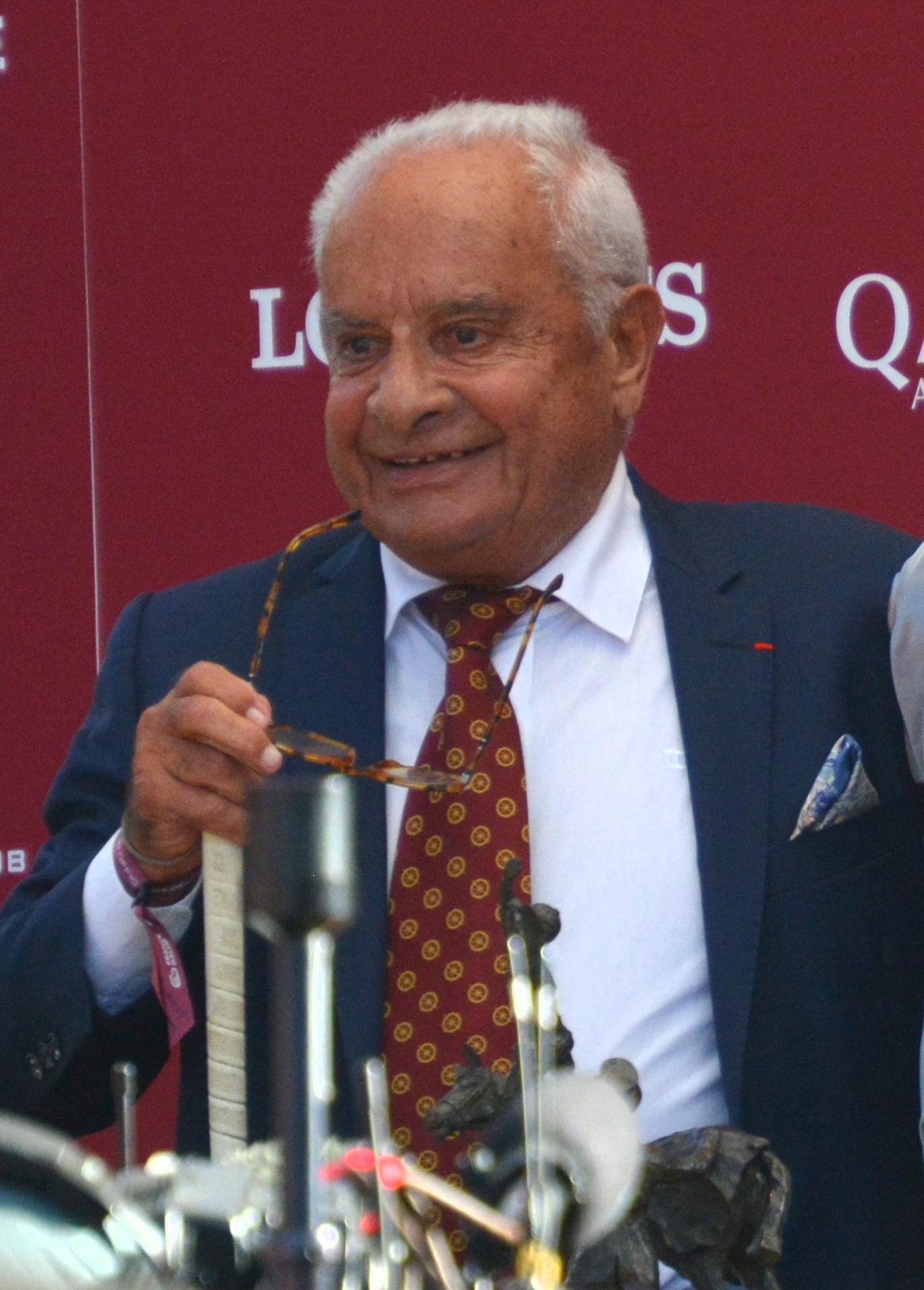
2023年10月1日

## 人物
1958年7月26日に初勝利を挙げると、以後例年のごとく活躍を繰り広げ、1960年に初のフランスリーディングジョッキーとなった。その後1962年から1969年まで8年連続でふたたびリーディングの座に就き、少し間が空くも1973年から1976年までふたたびその座を独占、また1981年と1983年にもリーディングを獲得した。
現役中に得た勝利数はフランス国内で3275勝、国外での競走も含めると3314勝にのぼる。フランス競馬の最高峰競走である凱旋門賞での優勝経験も4度あり、これは歴代2位タイ の記録である。このほかでもジョッケクルブ賞（フランスダービー）で9勝するなど、グループ1競走全体においてのフランス最多勝記録も保持している。
フランス国外での競走における著名な勝鞍に、1962年に行われたワシントンD.C.インターナショナルがある。サンマルタンはマッチに騎乗して出走し、当時の最強馬ケルソやアメリカ二冠馬キャリーバックらの強豪を相手に優勝を手にしている。
引退後、サンマルタンはヴィンテージカーのコレクションに熱中した。その所有物にはマセラティ、フォード・マスタング、ロールス・ロイス、アストンマーティンといったブランドのクラシックモデルが多くある。
家族として、妻にスージー・ヴォルテラ、息子にエリック・サンマルタンがおり、エリックもまたフランスや香港で騎手として活動している。

## おもな騎乗馬
（騎乗時のおもな勝鞍）
- ナトルーン Natroun, 1984 （ジョッケクルブ賞）
- ラストタイクーン Last Tycoon, 1983 （スプリントチャンピオンシップ〈ナンソープステークス〉、ブリーダーズカップ・マイル）
- ムクター Mouktar, 1982 （ジョッケクルブ賞）
- ノーパスノーセール No Pass No Sale, 1982 （プール・デッセ・デ・プーラン）
- ダルシャーン Darshaan, 1981 （クリテリウムドサンクルー、ジョッケクルブ賞）
- パレスミュージック Palace Music, （チャンピオンステークス）
- サガス Sagace, 1980 （凱旋門賞、ガネー賞）
- クリスタルグリッターズ Crystal Glitters, 1980 （イスパーン賞）
- ストロベリーロード Strawberry Road, 1979 （サンクルー大賞典）
- トップヴィル Top Ville, 1976 （リュパン賞、ジョッケクルブ賞）
- アカマス Acamas, 1975 （リュパン賞、ジョッケクルブ賞）
- ポーニーズ Pawneese, 1973 （オークス、ディアヌ賞、キングジョージ6世&クイーンエリザベスダイヤモンドステークス）
- エクセラー Exceller, 1973 （パリ大賞典）
- フライングウォーター Flying Water, 1973 （1000ギニー、ジャックルマロワ賞、チャンピオンステークス）
- バックスキン Buckskin, 1973 （カドラン賞〈2回〉）
- ノノアルコ Nonoalco, 1971 （2000ギニー）
- イングリッシュプリンス English Prince, 1971 （アイリッシュダービー）
- リアンガ Lianga, 1971 （ジャックルマロワ賞、ロベールパパン賞、アベイ・ド・ロンシャン賞、ジュライカップ）
- アレフランス Allez France, 1970 （マルセルブサック賞、プール・デッセ・デ・プーリッシュ、ディアヌ賞、ヴェルメイユ賞、ガネー賞、イスパーン賞、凱旋門賞）
- ダーリア Dahlia, 1970（サンクルー大賞典）
- ラインゴールド Rheingold, 1969 （サンクルー大賞典〈2回〉、ガネー賞）
- アルテスロワイヤル Altesse Royale 1968 （1000ギニー）
- ササフラ Sassafras, 1967 （ジョッケクルブ賞、ロワイヤルオーク賞、凱旋門賞）
- ディクタス Dictus, 1967 （ジャックルマロワ賞）
- アンバーラマ Amber Rama, 1967 （ロベールパパン賞、モルニ賞）
- ゼダーン Zeddaan, 1965 （ロベールパパン賞、イスパーン賞、プール・デッセ・デ・プーラン）
- タパルク Tapalque, 1965 （ジョッケクルブ賞）
- ポラベラ Pola Bella, 1965 （プール・デッセ・デ・プーリッシュ、ムーラン・ド・ロンシャン賞）
- ネルシウス Nelcius, 1963 （ジョッケクルブ賞）
- ダンスール Danseur, 1963 （パリ大賞典、カドラン賞）
- シルバーシャーク Silver Shark, 1963 （アベイ・ド・ロンシャン賞、イスパーン賞、ムーラン・ド・ロンシャン賞、ジャンプラ賞）
- ルリアンス Reliance, 1962 （ジョッケクルブ賞、パリ大賞典、ロワイヤルオーク賞）
- レルコ Relko, 1960 （プール・デッセ・デ・プーラン、ダービーステークス、ロワイヤルオーク賞、ガネー賞、サンクルー大賞典、コロネーションカップ）
- マッチ Match, 1958 （サンクルー大賞典、キングジョージ6世&クイーンエリザベスステークス、ワシントンD.C.インターナショナル）
- ディクタドレーク Dicta Drake, 1958 （コロネーションカップ）

## おもな勝鞍
- アスタルテ賞 (5) - Breloque (1960), Tamoure (1965), Cover Girl (1966), Gay Style (1974), Carolina Moon (1976）
- アベイ・ド・ロンシャン賞 (5) - Fortino (1962), Texanita (1963), Silver Shark (1965), Farhana (1966), Lianga (1975）
- イスパーン賞 (7) - La Sega (1962), Jour et Nuit (1964), Silver Shark (1966), Zeddaan (1968), La Troublerie (1973), Allez France (1974), Crystal Glitters (1983）
- ヴェルメイユ賞 (7) - Golden Girl (1963), Casaque Grise (1967), Saraca (1969), Allez France (1973), Paulista (1974), Sharaya (1983), Darara (1986)
- オペラ賞  - Sea Sands (1975), Waya (1977), Kilmona (1981)
- 凱旋門賞 (4) - Sassafras (1970), Allez France (1974), Akiyda (1982), Sagace (1984)
- カドラン賞 (5) - Waldmeister (1965), Danseur (1967), Recupere (1974), Buckskin (1977, 1978)
- ガネー賞 (6) - Relko (1964), Taj Dewan (1968), Rheingold (1973), Allez France (1974, 1975), Sagace (1985)
- グランクリテリウム（ジャン・リュック・ラガルデール賞） (2) - Mariacci (1974), Danishkada (1986)
- クリテリウムドサンクルー (6) - Fine Crest (1967), Rheffic (1970), Ribecourt (1973), Tarek (1977), Darshaan (1983), Mouktar (1984)
- サラマンドル賞  - Noblequest (1984)
- サンクルー大賞典 (7) - Relko (1964), Rheingold (1972, 1973), Dahlia (1974), Shakapour (1980), Akarad (1981), Strawberry Road (1985)
- サンタラリ賞 (6) - Solitude (1961), La Sega (1962), Tonnera (1966), Saraca (1969), Madelia (1977), Grise Mine (1984)
- ジャックルマロワ賞 (3) - Dictus (1971), Lianga (1975), Flying Water (1977)
- ジャンプラ賞 (6) - Jour et Nuit (1964), Silver Shark (1966), Antipode (1974), Earth Spirit (1976), Melyno (1982), Ginger Brink (1983）
- ジョッケクルブ賞 (9) - Reliance (1965), Nelcius (1966), Tapalque (1968), Sassafras (1970), Acamas (1978), Top Ville (1979), Darshaan (1984), Mouktar (1985), Natroun (1987）
- ディアヌ賞 (5) - La Sega (1962), Rescousse (1972), Allez France (1973), Pawneese (1976), Madelia (1977)
- パリ大賞典 (4) - Reliance (1965), Danseur (1966), Exceller (1976), Sumayr (1985)
- フォレ賞 (2) - Faraway Son (1971), African Sky (1973)
- プール・デッセ・デ・プーラン (5) - Adamastor（1962), Relko (1963), Zeddaan (1968), Melyno (1982), No Pass No Sale (1985）
- プール・デッセ・デ・プーリッシュ (7) - Solitude (1961), La Sega (1962), Pola Bella (1968), Koblenza (1969), Allez France (1973), Mad?lia (1977), Masarika (1984)
- マルセルブサック賞 (3) - Allez France (1972), Theia (1975), Aryenne (1979)
- ムーラン・ド・ロンシャン賞  - Silver Shark (1966), Pola Bella (1968), Faraway Son (1971), Gravelines (1976)
- モルニ賞  - Solitude (1960), Amber Rama (1969), Broadway Dancer (1974)
- モーリスドゲスト賞  - Irish Minstrel (1970), Flying Water (1977)
- リュパン賞  - Acamas (1978), Top Ville (1979)
- ロベールパパン賞 (5) -  Zeddaan (1967), Amber Rama (1969), Lianga (1973), Masarika (1983), Balbonella (1986)
- ロワイヤルオーク賞 (4) - Relko (1963), Reliance (1965), Sassafras (1970), Denel (1982)

## 国外の主な勝鞍
サンマルタンが制したフランス国外の競走も数多く、その中にはイギリスクラシック競走5競走、アメリカのブリーダーズカップなども含まれる。

### イギリス
- 1000ギニー (2) - Altesse Royale (1971), Flying Water (1976)
- 2000ギニー (1) - Nonoalco (1974)
- オークス (2) - Monade (1962), Pawneese (1976)
- キングジョージ6世&クイーンエリザベスステークス (2) - Match (1962), Pawneese (1976)
- コロネーションカップ (2) - Dicta Drake (1962), Relko (1964)
- ジュライカップ (1) - Lianga (1975)
- セントレジャー (1) - Crow (1976)
- ダービー (1) - Relko (1963)
- チャンピオンステークス (3) - Flying Water (1977), Vayrann (1981), Palace Music (1984)

### アイルランド
- アイリッシュダービー (1) - English Prince (1974)

### ドイツ
- オイロパ賞 (1) - Sumayr (1985)

### アメリカ合衆国
- ブリーダーズカップ・ターフ (1) - Lashkari (1984)
- ブリーダーズカップ・マイル (1) - Last Tycoon (1986)
- ワシントンD.C.インターナショナル (1) - Match (1962)

### 日本
1977年に外国騎手招待に騎乗するため来日し、京都競馬場の京阪杯でマーブルペンタスに騎乗。福永洋一騎乗のシルバーランドを追い詰めたが、2着に敗れている。1987年にワールドスーパージョッキーズシリーズ出場のため日本へ渡り、12月5日に阪神競馬場の第8競走（サラ系4歳以上400万円以下）で中央競馬初勝利を挙げた。